# Palmyre Oomen
Palmyre Maria Francisca Oomen (1948) is een Nederlands theologe en filosofe, vooral werkzaam op het gebied van 'theologie en natuurwetenschap' en gespecialiseerd in de filosofie van Alfred North Whitehead.

## Biografie
Oomen voltooide cum laude studies in wiskundige biologie (Leiden en Delft, 1975), theologie (Nijmegen, 1988) en filosofie (Nijmegen, 1994). Zij promoveerde cum laude op een wijsgerig-theologische studie naar de filosofie van Alfred North Whitehead en de betekenis daarvan voor de theologie (Nijmegen, 1998). 
Oomen had tot 2013 een voltijdse aanstelling aan de Radboud Universiteit Nijmegen als senior onderzoeker theologie op het gebied van 'Theologie en Natuurwetenschap', binnen de faculteit Filosofie, Theologie en Religiewetenschappen. Haar onderzoek richt zich vooral op de filosofisch-theologische godsleer met speciale aandacht voor methodologische en metafysische vragen betreffende de relatie met natuurwetenschappen en technologie.
Daarnaast is zij emeritus hoogleraar wijsbegeerte aan de Technische Universiteit Eindhoven. Zij verzorgde daar van 2002 tot 2013 als bijzonder hoogleraar vanwege de Stichting Thomas More filosofiecolleges over causaliteit, vrijheid, A.N. Whitehead, wetenschap en religie, vrije wil en natuurfilosofie.

## Lidmaatschappen (selectie)
2009-heden : Lid van de Advisory Board van de boekenserie: Philosophical Studies in Science and Religion (Publ. Brill, ed. F. LeRon Shults).
2003-heden : Lid van de International Society for Science and Religion (ISSR).
1998-heden : Lid van de European Society for the Study of Science and Theology (ESSSAT).